# Expedición Robinson Ecuador
Expedición Robinson fue la versión ecuatoriana del popular reality show Expedición Robinson o Survivor como se le llama en algunos países. El espectáculo solo duró una temporada, que fue emitida desde el 28 de agosto de 2003 hasta el 26 de octubre de 2003 y fue presentado por Marisa Sánchez. Los dieciséis concursantes se dividieron inicialmente en dos tribus: Akela y Bimbuka (nombres de palabras indígenas ecuatorianas). El primer giro importante de la temporada se produjo en el episodio tres, cuando ambas tribus se vieron obligados a votar a un miembro de su tribu. En el episodio cuatro, el show tuvo su primera salida voluntaria, Penélope Benalcázar. 
Desde el quinto episodio en adelante, la tribu Akela comenzó a dominar los desafíos, ganar dos de los tres desafíos de inmunidad. Cuando llegó el momento de la fusión, la tribu Akela se desmoronó rápidamente, ya que cinco de sus antiguos miembros fueron votados. Cuando llegó el momento de la final, cuatro de los concursantes compitieron en dos retos para determinar quienes serían los dos finalistas. Tanto Tania Tenorio y Víctor Herrera perdieron estos desafíos y fueron eliminados. En última instancia, fue Tito Grefa, el único miembro de la tribu Akela en llegar a la final, el cual ganó la temporada sobre Francisco Gordillo con una votación del jurado de 6-1.

## Participantes
| Concursante             | Tribu Original | Fusión   | Resultado                                      |
| ----------------------- | -------------- | -------- | ---------------------------------------------- |
| Diego Machuca           | Bimbuka        |          | 1.er Eliminado 3 días                          |
| July Intriago           | Akela          |          | 2.ª Eliminada 6 días                           |
| Penélope Benalcázar     | Bimbuka        |          | Abandona 7 días                                |
| Érika Babinsky          | Akela          |          | 3.ª Eliminada 9 días                           |
| Diana Chávez            | Bimbuka        |          | 4.ª Eliminada 12 días                          |
| Ivonne Cevallos         | Bimbuka        |          | 5.ª Eliminada 15 días                          |
| Isaac Pico              | Akela          | Robinson | 6.° Eliminado 18 días                          |
| Gustavo Cevallos        | Akela          | Robinson | 7.° Eliminado 1.er miembro del jurado 21 días  |
| Marcia Christiansen     | Akela          | Robinson | 8.ª Eliminada 2.° miembro del jurado 24 días   |
| Jaime "Rusby" Santander | Akela          | Robinson | 9.° Eliminado 3.er miembro del jurado 27 días  |
| Estefanía Baquerizo     | Akela          | Robinson | 10.ª Eliminada 4.ª miembro del jurado 30 días  |
| Eldo "Vanky" Concari    | Bimbuka        | Robinson | 11.er Eliminado 5.° miembro del jurado 33 días |
| Tania Tenorio           | Bimbuka        | Robinson | Eliminada 6.ª miembro del jurado 36 días       |
| Víctor Herrera          | Bimbuka        | Robinson | Eliminado 7.° miembro del jurado 37 días       |
| Francisco Gordillo      | Bimbuka        | Robinson | 2.° Lugar 39 días                              |
| Tito Grefa              | Akela          | Robinson | Único Sobreviviente 39 días                    |